# Gustav Lindau
Gustav Lindau (Dessau, 2 de maio de  1866 – Berlim, 10 de outubro de 1923 )  foi um botânico e micologista alemão.
Estudou  história natural em  Heidelberg e Berlim onde foi condiscípulo de  Simon Schwendener (1829-1919). Em 1888, obteve seu doutorado com uma tese sobre a utilização medicinal dos  líquens. Em  1890, tornou-se  assistente de Julius Oscar Brefeld (1839-1925), em Münster.
Em 1892, retornou a Berlim assumindo como assistente no Jardim botânico. Em 1894,  ocupou a posição de professor privatdozent no  departamento de filosofia de Berlim, assumindo como professor remunerado, em 1902.

## Obras
- Gustav Lindau com Paul Sydow: Thesaurus litteraturae mycologicae et lichenologicae ( cinco volumes, 1908-1917).
- Gustav Lindau : Kryptogamen flora für Anfänger ( seis volumes, 1911-1914).

## Homenagens
Em sua homenagem foi nomeado o gênero Lindauea Rendle da família Acanthaceae.